# Paragomphus echinoccipitalis
Paragomphus echinoccipitalis är en trollsländeart som först beskrevs av Fraser 1922.  Paragomphus echinoccipitalis ingår i släktet Paragomphus och familjen flodtrollsländor. IUCN kategoriserar arten globalt som otillräckligt studerad. Inga underarter finns listade i Catalogue of Life.